# La Quinta Classic 1982
Il La Quinta Classic 1982, noto come Congoleum Classic 1982 per motivi di sponsorizzazione, è stato un torneo di tennis giocato sul cemento. È stata la 9ª edizione del Torneo di Indian Wells e faceva parte del Volvo Grand Prix 1982. Il torneo si è giocato dal 15 al 21 febbraio 1982 al La Quinta Resort and Club di La Quinta, negli Stati Uniti.

## Campioni

### Singolare
Yannick Noah ha battuto in finale  Ivan Lendl con il punteggio di 6–3, 2–6, 7–5

### Doppio
Brian Gottfried /  Raúl Ramírez hanno battuto in finale  John Lloyd /  Dick Stockton con il punteggio di 6–4, 3–6, 6–2